# Cryptachaea milagro
Cryptachaea milagro là một loài nhện trong họ Theridiidae.
Loài này thuộc chi Cryptachaea. Cryptachaea milagro được Herbert Walter Levi miêu tả năm 1963.